# Tempo (Label)

Das Logo von Tempo, 1937 bis 1950er Jahre

Das Logo von Tempo in den 1950er und 1960er Jahren

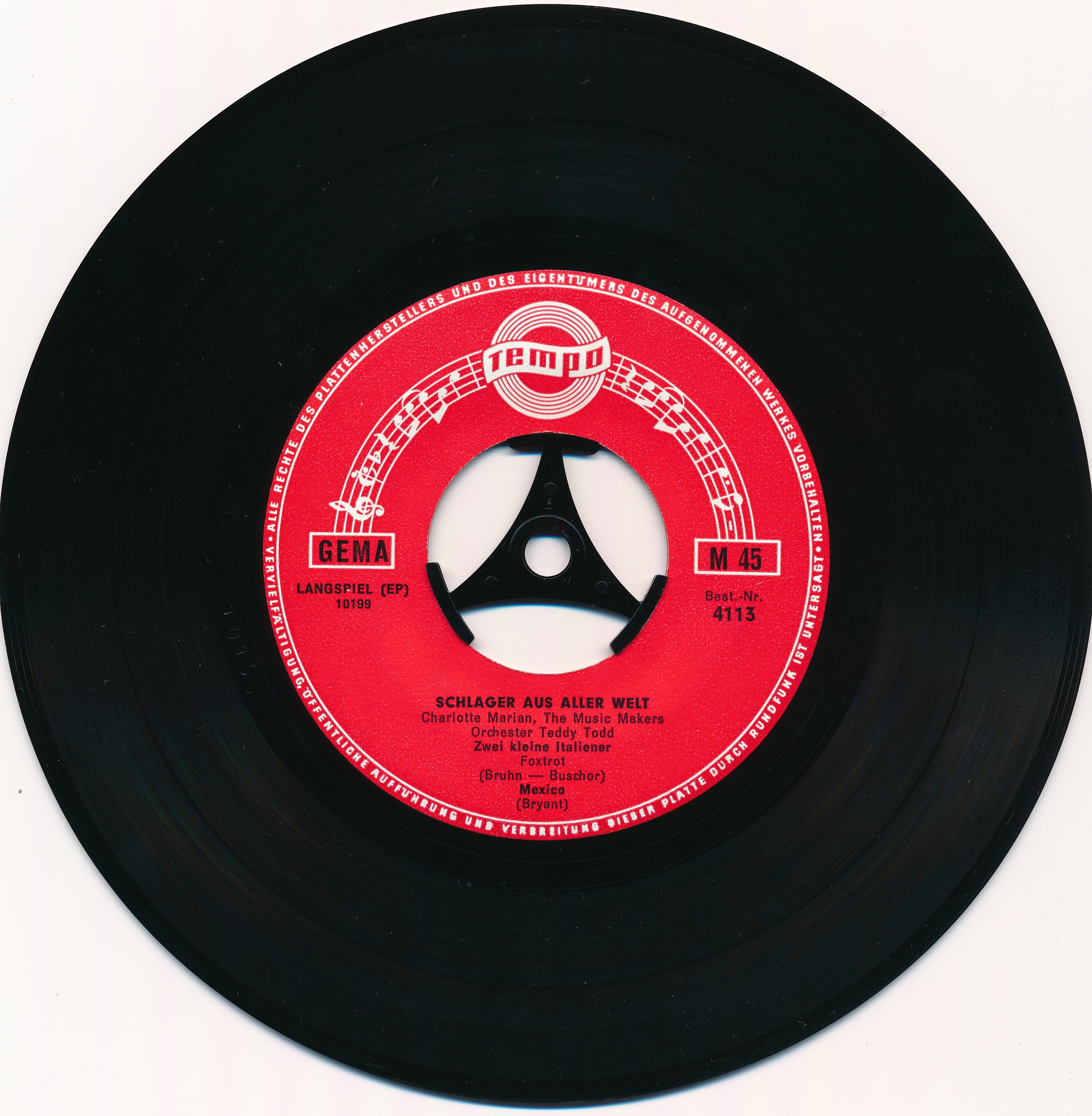
Single-Schallplatte von Tempo

Tempo war ein deutsches Plattenlabel der 1930er bis 1970er Jahre.

## Gründung als "Billig-Label"
1931 gründete Otto Stahmann in Berlin-Wilmersdorf das Tonträgerunternehmen Schallplattenindustrie Otto Stahmann – Brillant AG. Schwerpunkt war die Produktion von Schallplatten mit einem populären Repertoire zu einem günstigen Preis, bestimmt für den Verkauf in Warenhäusern und Einheitsgeschäften. Die Firma entwickelte sich in den 1930ern zu einem Quasi-Monopolisten im Billigsektor. Die Platten wurden unter anderem unter den Labels Brillant-Special, Record und Grohag verkauft. Schon wenige Jahre später konnte Stahmann ein größeres Presswerk in Potsdam-Babelsberg errichten. Mitte 1937 wurde der Markenwechsel von Brillant-Special zu Tempo vollzogen. Gleichzeitig fand die Umbenennung der Firma in Tempo Schallplatten GmbH Otto Stahmann statt.
Von einigen amerikanischen Matrizen des Labels Clangor, ungarischen Einspielungen von Radiola abgesehen, veröffentlichte Tempo schon vor dem Krieg vor allem Eigenproduktionen. Obwohl Tempo als eine billige Kaufhausmarke galt, war die künstlerische und technische Qualität der Schallplatten bemerkenswert hoch. Während des Zweiten Weltkrieges veröffentlichte Tempo unter anderem populäre Tanzmusik bekannter Orchester von Bernard Etté, Kurt Widmann oder Horst Winter.

## Nachkriegszeit
Nach dem Krieg ging das kaum zerstörte Presswerk in Babelsberg in Besitz des VEB Lied der Zeit über. Die Schallplatten der Marke Tempo wurden fortan von der neu gegründeten Schallplattenfabrik Special-Record GmbH in Großhesselohe bei München hergestellt. Hier begann eine völlig neue Produktion, jedoch wurden einige alte Aufnahmen auf den Labels Special Record und Union Record herausgebracht. Es folgten einige Übernahmen belgischer Matrizen der Marken Sphinx und Ronnex. Im Gegenzug dazu erschienen Tempo-Aufnahmen auf Billiglabels in Belgien und den Niederlanden.

## 1950er Jahre
Das Konzept der Vorkriegszeit konnte während der großen Zeit des Schlagers in den 1950er Jahren erfolgreich fortgesetzt werden. Nahezu alle damaligen Hits wurden bei Tempo mit eigenen Vertragsmusikern neu eingespielt. Aufgrund des nach wie vor günstigen Verkaufspreises waren die Singles und EPs der Marke Tempo während der Zeit des Wirtschaftswunders fester Bestandteil der deutschen Alltagskultur. Einige bei dem Billiglabel engagierte Musiker konnten sogar eine gewisse Popularität erreichen und ihre Karriere bei größeren Plattenfirmen fortsetzen. Zu den bekanntesten Interpreten, die bei Tempo oft unter Pseudonymen arbeiteten, gehörten Fred Bertelmann, Rainer Bertram, Peggy Brown, Christian Bruhn, Fancy (als Tess Teiges), Gerd Fitz, Tommy Kent (als Tommy Shane), Charlotte Marian sowie Teddy Parker (als Bernd Anderson, Jimmy Fields, Bobby Stern etc.). Auch die Aufnahmen der Humoristen Herbert Hisel und Kathi Prechtl stießen beim Publikum auf eine große Nachfrage.

## 1960er Jahre bis heute
Das Aufkommen der Beatmusik verringerte die Verkaufszahlen des Billiglabels ab Mitte der 1960er Jahre erheblich. Die Produktion wurde 1979 eingestellt. Die Lizenzen der Aufnahmen lagen bis etwa 2000 bei Heloton Multimedia mit Sitz in Prüm, deren Inhaber Lorenz Hefele ab 1972 der letzte Geschäftsführer von Tempo war. Heute firmiert Hefele unter Heloton Musikproduktion Kaisersesch.

## Künstler und Pseudonyme (Auswahl)
| Künstler (alphabetisch) | Pseudonyme bei "Tempo"                                                                                   |
| Erika Berg              | |
| Fred Bertelmann         | |
| Rainer Bertram          | |
| Peggy Brown             | Margit Schumann                                                                                          |
| Christian Bruhn         | |
| Fancy                   | Tess Teiges                                                                                              |
| Gerd Fitz               | Fitzett (mit Molly & Walter Fitz)                                                                        |
| Frank Forster           | |
| Harry Graf              | |
| Tommy Kent              | Tommy Shane                                                                                              |
| Charlotte Marian        | |
| Teddy Parker            | Claus Herwig, Klaus Herwig, Ralph Herwig, Jimmy Fields, Bobby Stern, Bernd Anderson, Bobby Stern, Johnny |
| Udo Spitz               | |
| Jean Thomé              | Jean "Fats" Thomé                                                                                        |

## Orchester bei "Tempo" (Auswahl)
- Orchester Kurt Graunke
- Orchester Raimund Rosenberger
- Ernst Jäger (Musiker, 1913) mit seinem Orchester
- Lutz Dietmar mit seinem Orchester
- Josef Niessen mit seinem Nürnberger Tanzorchester
- Steff Lindemann mit seinem Orchester
- Waldtruderinger Blasmusikanten
- Großes Wiener Walzer-Orchester
- Regimentskapelle des ehem. K.u.K. Infanterieregiments Hoch- u. Deutschmeister Nr. 4